# Idaea confusaria
Idaea confusaria là một loài bướm đêm trong họ Geometridae.